# Noctua

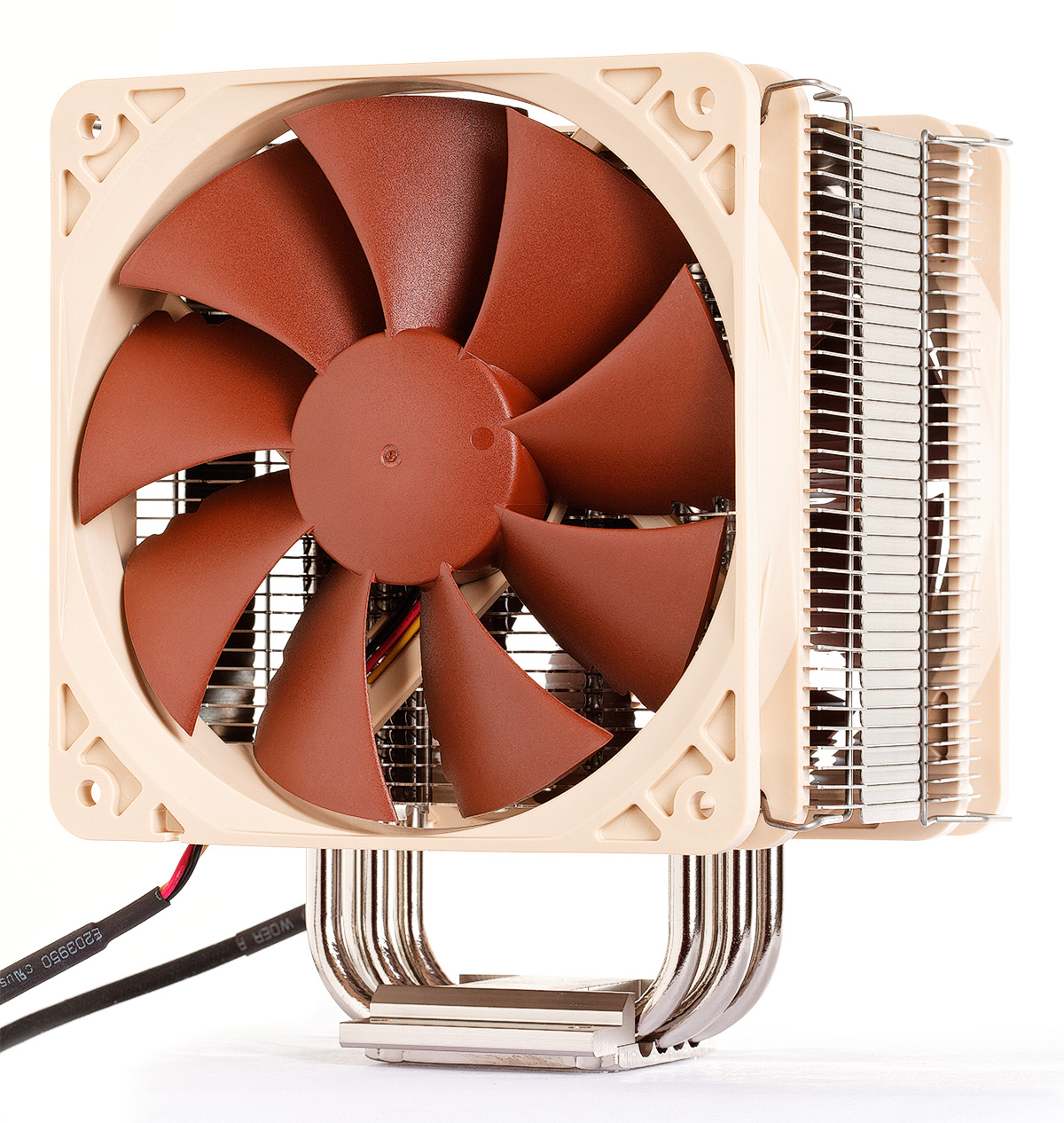
Кулер процесора Noctua NH-U12P SE2

Noctua (вимовляється як ноктуа) — австрійська компанія, виробник хай-енд повітряних систем охолодження ПК. Компанія Noctua утворилася в результаті співробітництва між австрійською Rascom Computerdistribution Ges.m.b.H і тайванською Міжнародною корпорацією Kolink. Створена компанія Noctua, підтримує партнерські відносини з Австрійським Інститутом Теплопередачі і Вентиляторних Технологій, наробіток і ноу-хау якого вона використовує. Асортименти продуктів у цієї компанії дуже вузькі і обмежується лише системами охолодження для процесорів та чипсетів, а також окремими вентиляторами. Причому, їх низькообертові вентилятори (від 5 до 8 дБ) вже отримали велике визнання, як дуже тихий засіб для створення вентиляції всередині корпусу.
Відмінною рисою продукції компанії є використання технології самостабілізації осі ротора (SSO-bearing).